# Mesapia peloria
Mesapia peloria är en fjärilsart som först beskrevs av William Chapman Hewitson 1853.  Mesapia peloria ingår i släktet Mesapia och familjen vitfjärilar.
Artens utbredningsområde är Nepal. Inga underarter finns listade i Catalogue of Life.

## Bildgalleri

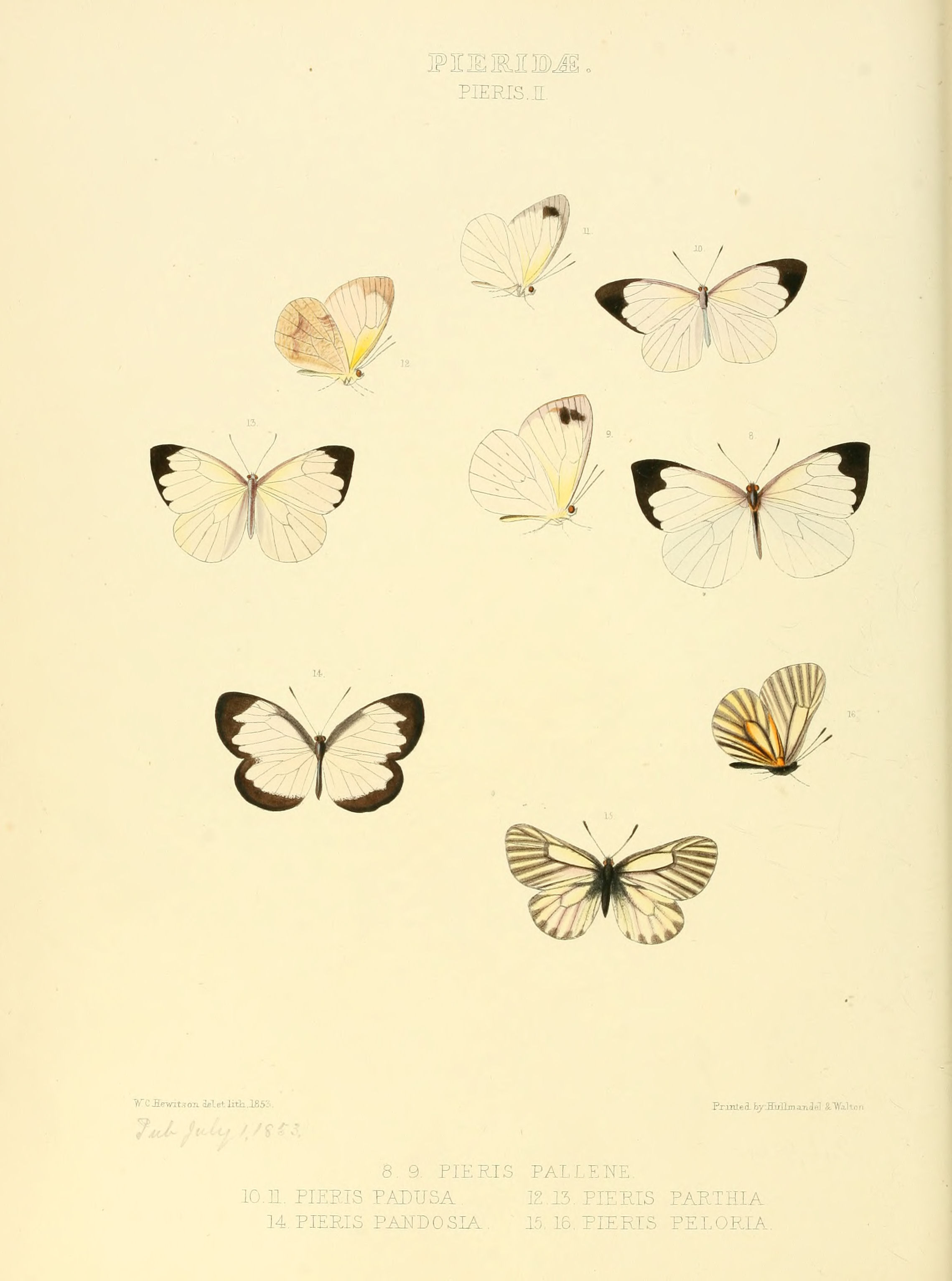